# Dolina Maratasa

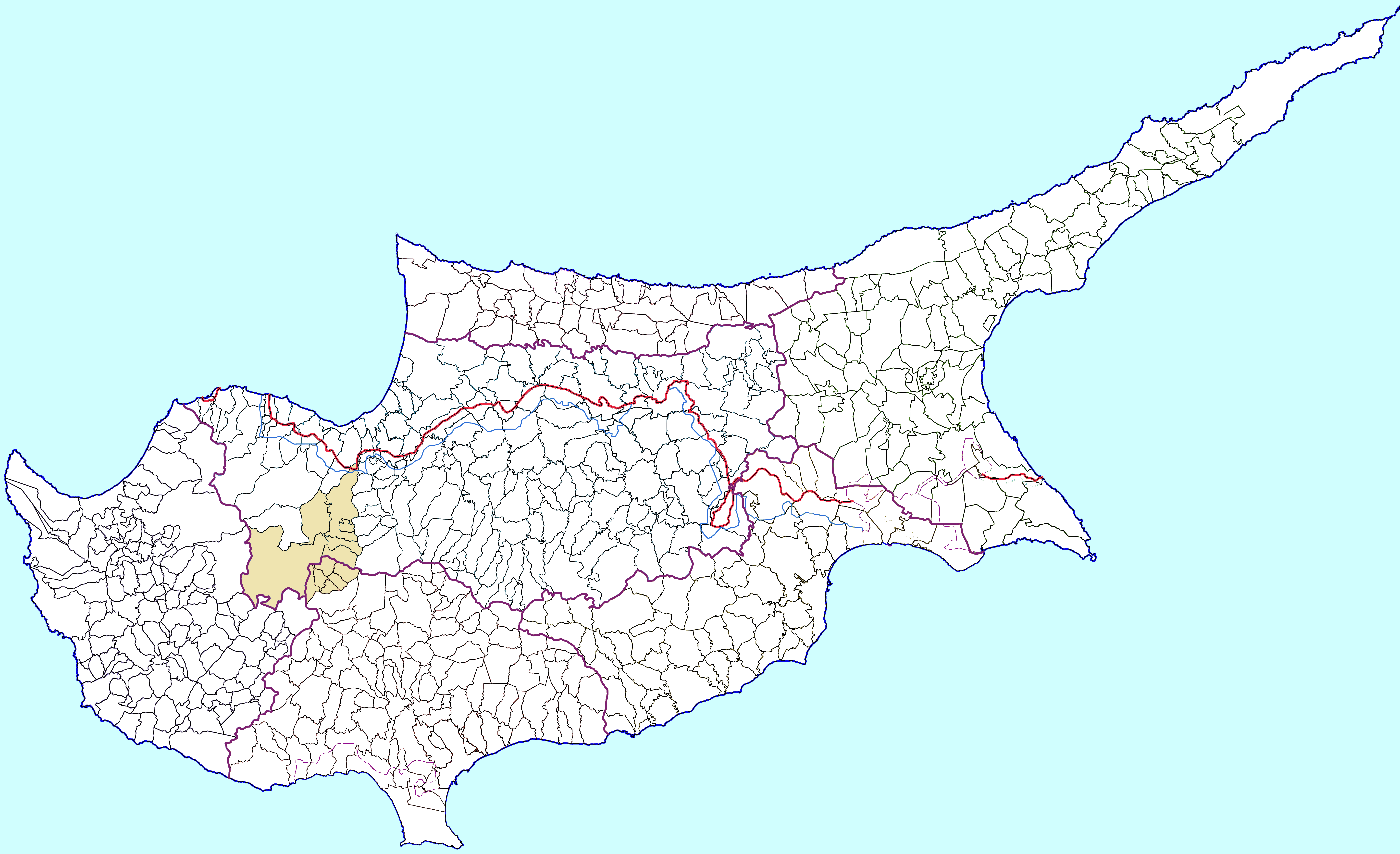
Dolina Marathasa

Dolina Maratasa (gr. Κοιλάδα Μαραθάσας; tur. Maratasa) – żyzna dolina w górach Trodos, w środkowo-zachodniej części Cypru. Jej nazwa pochodzi od rośliny Marathos (gr. Μάραθος), fenkułu włoskiego, który rośnie w okolicy.

## Opis
Dolina Marathasa położona jest na północno-zachodnich zboczach gór Troodos. Usiana jest wioskami, takimi jak Kalopanajotis, Mutulas i Pedulas.
W dolinie znajduje się wiele atrakcji turystycznych: zabytkowy klasztor Kykkos, kościół Archangelos Michail w Pedulas z freskami, niewielki klasztor Agios Ioannis Lambadistis. Dostępnych jest wiele szlaków turystycznych z trasami o różnych poziomach sprawności. Obszar ten znany jest z czereśni oraz uprawy winorośli. W dolinie znajdują się źródła termalne i tradycyjne domy. 